# Suecia en los Juegos Olímpicos de Helsinki 1952
Suecia estuvo representada en los Juegos Olímpicos de Helsinki 1952 por un total de 206 deportistas que compitieron en 17 deportes.  
El portador de la bandera en la ceremonia de apertura fue el esgrimista Bo Eriksson.

## Medallistas
El equipo olímpico sueco obtuvo las siguientes medallas:
| Nombre | Deporte            | Competición                 |
| --- | ------------------ | --------------------------- |
| Oro |                    |                             |
| John Mikaelsson | Atletismo          | 10 km marcha M              |
| William Thoresson | Gimnasia artística | Suelo M                     |
| Gun Röring Ingrid Sandahl Hjördis Nordin Ann-Sofi Pettersson Göta Pettersson Evy Berggren Vanja Blomberg Karin Lindberg | Gimnasia artística | Equipo (aparato portable) F |
| Henri Saint Cyr (Master Rufus)                                                                                          | Hípica             | Doma ind.                   |
| Henri Saint Cyr (Master Rufus) Gustaf Adolf Boltenstern (Krest) Gehnäll Persson (Knaust)                                | Hípica             | Doma por eqs.               |
| Hans von Blixen-Finecke (Jubal)                                                                                         | Hípica             | Concurso completo ind.      |
| Hans von Blixen-Finecke (Jubal) Olof Stahre (Komet) Folke Frölén (Fair)                                                 | Hípica             | Concurso completo por eqs.  |
| Axel Grönberg | Lucha grecorromana | 79 kg M                     |
| Olle Anderberg | Lucha libre        | 67 kg M                     |
| Viking Palm | Lucha libre        | 87 kg M                     |
| Lars Hall | Pentatlón moderno  | Individual M                |
| Gert Fredriksson | Piragüismo         | K1 1000 m M                 |
| Plata |                    |                             |
| Ingemar Johansson | Boxeo              | Pesado (+81 kg) M           |
| Bengt Ljungquist Lennart Magnusson Berndt-Otto Rehbinder Per Carleson Sven Fahlman Carl Forssell                        | Esgrima            | Espada por eqs. M           |
| Gustav Freij | Lucha grecorromana | 67 kg M                     |
| Gösta Andersson | Lucha grecorromana | 73 kg M                     |
| Per Berlin | Lucha libre        | 73 kg M                     |
| Bertil Antonsson | Lucha libre        | +87 kg M                    |
| Claes Egnell Lars Hall Thorsten Lindqvist                                                                               | Pentatlón moderno  | Equipo M                    |
| Gert Fredriksson | Piragüismo         | K1 10 000 m M               |
| Lars Glasser Ingemar Hedberg                                                                                            | Piragüismo         | K2 1000 m M                 |
| Gunnar Åkerlund Hans Wetterström                                                                                        | Piragüismo         | K2 10 000 m M               |
| Knut Holmqvist | Tiro               | Foso M                      |
| Olof Sköldberg | Tiro               | Ciervo móvil 50 m M         |
| Erland Almkvist Sidney Boldt-Christmas Per Gedda                                                                        | Vela               | Dragon M                    |
| Bronce |                    |                             |
| Gustaf Jansson | Atletismo          | Maratón M                   |
| Ragnar Lundberg | Atletismo          | Salto con pértiga M         |
| Stig Sjölin | Boxeo              | Medio (75 kg) M             |
| Equipo | Fútbol             | Torneo M                    |
| Karl-Erik Nilsson | Lucha grecorromana | 87 kg M                     |
| Göran Larsson | Natación           | 100 m libre M               |
| Per-Olof Östrand | Natación           | 400 m libre M               |
| Hans Liljedahl | Tiro               | Foso M                      |
| Rickard Sarby | Vela               | Finn M                      |
| Magnus Wassén Carl-Erik Ohlson Folke Wassén                                                                             | Vela               | 5.5 Metre M                 |